# Pinnaspis buxi
Pinnaspis buxi är en insektsart som först beskrevs av Bouché 1851.  Pinnaspis buxi ingår i släktet Pinnaspis och familjen pansarsköldlöss. Inga underarter finns listade i Catalogue of Life.